# AA Portuguesa (SP)
Die Associação Atlética Portuguesa, normalerweise Portuguesa Santista genannt, ist ein 1917 gegründeter Fußballverein aus Santos, einer Stadt an der Küste des brasilianischen Bundesstaates São Paulo. Der Spitzname des Vereins ist briosa was in etwa edel und mutig bedeutet. Die Vereinsfarben sind die Farben Portugals, Grün und Rot. Nach dem weltberühmten Santos FC ist die Portuguesa die Nummer zwei in der Hafenstadt vor dem 1914 als Hespanha gegründeten Jabaquara AC. Bekanntester Spieler der Vereinsgeschichte ist der Weltstar Neymar der hier zwischen 1999 und 2003 in der Jugend sein Talent entwickelte.

## Geschichte
Erste Erfolge waren Siege in der Stadtmeisterschaft von Santos, dem Campeonato Citadino de Santos, 1923 und 1924. Bis zum Anfang der 1960er Jahre gelangen hier insgesamt elf Turniersiege.
Seit der Gründung hat der Verein 51 Saisonen – 1929, 1935–1953, 1956–1961, 1965–1978 und 1997–2006 – in der ersten Liga des Bundesstaates São Paulo gespielt und wurde dabei vier Mal – 1936–1938 und 2003 – Dritter. Nach dem letzten Abstieg ging es schroff bergab, doch seit 2017 spielt der Verein wieder drittklassig.
Auf nationaler Ebene spielte die Portuguesa 1997, 2000 und 2003–2005, also insgesamt fünf Mal in der Série C, der dritthöchsten und damals niedrigsten nationalen Leistungsstufe der nationalen Meisterschaft. 2004 nahm der Verein auch an der Copa do Brasil, dem nationalen Pokalwettbewerb, teil, bei dem er aber nicht über die erste Runde hinweg kam.
Auf einer Tournee nach Südafrika 1959 erreichte die Portuguesa 15 Siege in 15 Spielen und wurde damit mit dem Fita Azul, dem „Blauen Band“ das ab den 1950er Jahren bis zum Ende der 1970er Jahre für Spielreisen ins Ausland die ohne Niederlage überstanden wurden, verliehen wurde.

## Stadion

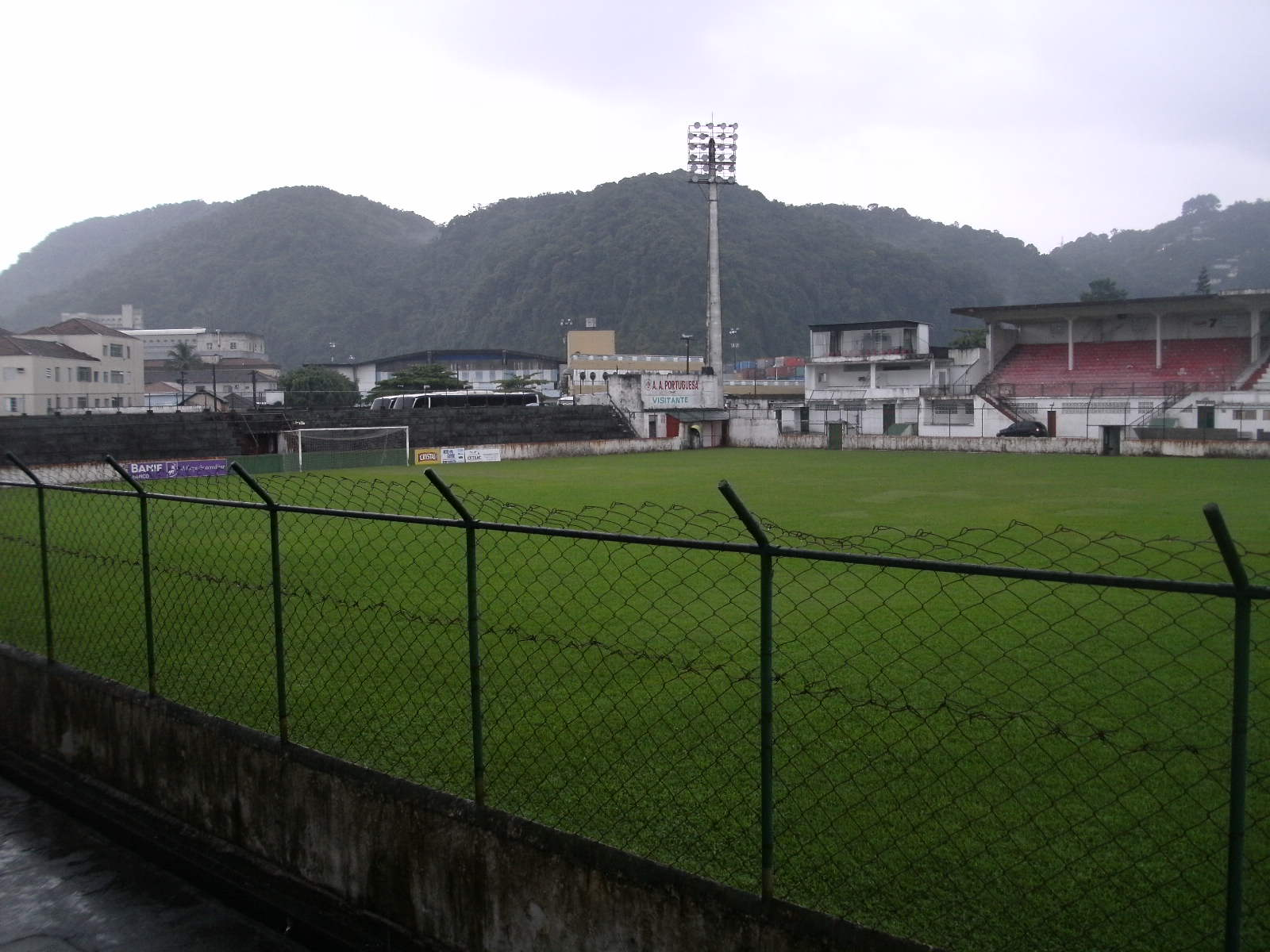
Estádio Ulrico Mursa

Die Portuguesa Santista trägt ihre Heimspiele im vereinseigenen Estádio Ulrico Mursa aus. Das Stadion wurde 1920 erbaut und trägt den Namen des Spenders des Grundstücks Ulrico Mursa. Auf dem Höhepunkt seiner Existenz füllten bis zu 12.500 Zuseher das Stadion. Heutzutage beträgt das Fassungsvermögen offiziell 6.072 Zuschauer.

## Bekannte Spieler
- Argemiro Pinheiro da Silva (1935–1938; WM-Teilnehmer 1938)
- Tomás Beristain (1940; Linksaußen, argentinischer Nationalspieler)
- Antônio Lima dos Santos „Lima“ (1975–1976; WM-Teilnehmer 1966)
- Brandãozinho (1943–1949; WM-Teilnehmer 1954)
- Edson Cholbi Nascimento „Edinho“ (1991–1992; Torwart, Sohn von Pelé)
- Elba de Pádua Lima „Tim“ (1935–1936; WM-Teilnehmer 1938, später Startrainer)
- Serginho Chulapa (1991; WM-Teilnehmer 1982)
- Léo Baptistão (Jugend; Meister mit A. Madrid 2014)
- Neymar (Jugend; 1999–2003)

## Bekannte Trainer
- José Macias „Pepe“
- Serginho Chulapa
- Osvaldo Brandão
- Muricy Ramalho

## Erfolge
- Staatspokal von São Paulo: 2023
- Campeonato Citadino de Santos: (11) 1923, 1924, 1926, 1927, 1931, 1932, 1933, 1934, 1958, 1962, 1963.

## Weitere Sportarten
Seit 2012 wird beim Verein der in Brasilien populäre Knopffußball („Futebol de Botão“, im Verein aber „Futebol da Mesa“, d. h. Tischfußball, genannt) praktiziert.
Mittlerweile gibt es auch eine Abteilung für Kunstrollschuhfahrerei („Patinação“) wo die mehrfache brasilianische Meisterin Simone Lancellotti die Eleven trainiert. Seit 2018 nimmt auch die Rollhockey-Mannschaft an offiziellen Wettbewerben teil. Rollhockey ist in Portugals und dessen vormaligen Kolonien recht populär.